# Clubiona blesti
Clubiona blesti là một loài nhện trong họ Clubionidae.
Loài này thuộc chi Clubiona. Clubiona blesti được Raymond Robert Forster miêu tả năm 1979.